# La mortadella
La mortadella és una pel·lícula de comèdia italo-francesa del 1971 dirigida per Mario Monicelli i protagonitzada per Sophia Loren, William Devane, Gigi Proietti, Susan Sarandon, Danny DeVito i Edward Herrmann en el seu debut cinematogràfic.
Va ser rodat als estudis Cinecittà a Roma i en localització a Emília-Romanya i Nova York. Els decorats de la pel·lícula van ser dissenyats pel director d'art Mario Garbuglia.

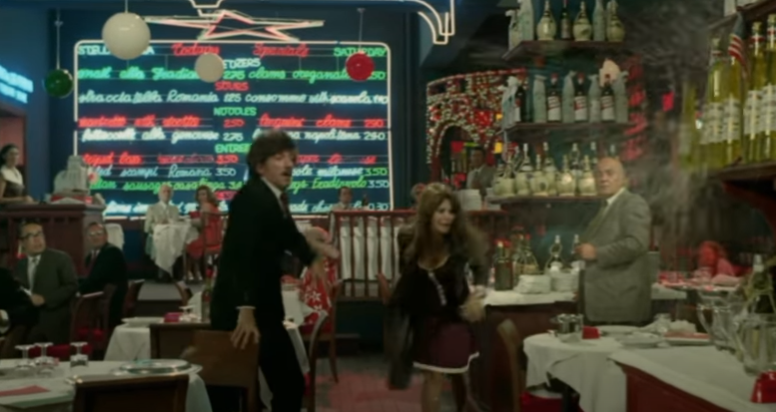
Lorei i Proietti a la pel·lícula

## Argument
Maddalena Ciarrapico arriba a Nova York des d'Itàlia per casar-se i porta al seu promès com obsequi una mortadel·la (gran botifarra de porc italià) dels seus companys de feina a la fàbrica d'embotits on treballava. Però se li denega el permís per portar la mortadel·la al país a causa de la prohibició de la carn que pot contenir malalties transmeses pels aliments. Una Maddalena indignada es nega a lliurar l'embotit, quedant-se a la duana de l'aeroport, provocant un incident diplomàtic en què atrau simpaties i suport generalitzats.

## Repartiment
- Sophia Loren com a Maddalena Ciarrapico
- William Devane com a Jock Fenner
- Gigi Proietti com a Michael Bruni
- Beeson Carroll com Dominic
- David Doyle com O'Henry
- Danny DeVito com a Fred Mancuso
- Susan Sarandon com a Sally

## Banda sonora
A la pel·lícula fou inclosa la cançó de Harry Nilsson, "I Guess the Lord Must Be in New York City".

## Recepció
The New York Times va ser mordaç en la seva ressenya de la pel·lícula, observant "Probablement cap altra dona ha sobreviscut tan triomfant a tantes pel·lícules podrides en un espai de temps tan curt com Sophia Loren". Tot i que "la premissa farsa és prometedora" va ser "una comèdia que aconsegueix ser alhora massa seriosa i poc seriosa i que, en cap moment, coincideix amb el nivell d'humor i intel·ligència de la seva actuació principal". També va qüestionar "els escenaris de Nova York molt desoladors en què es desenvolupa gran part de la pel·lícula."